# Instytut Józefa Piłsudskiego w Ameryce

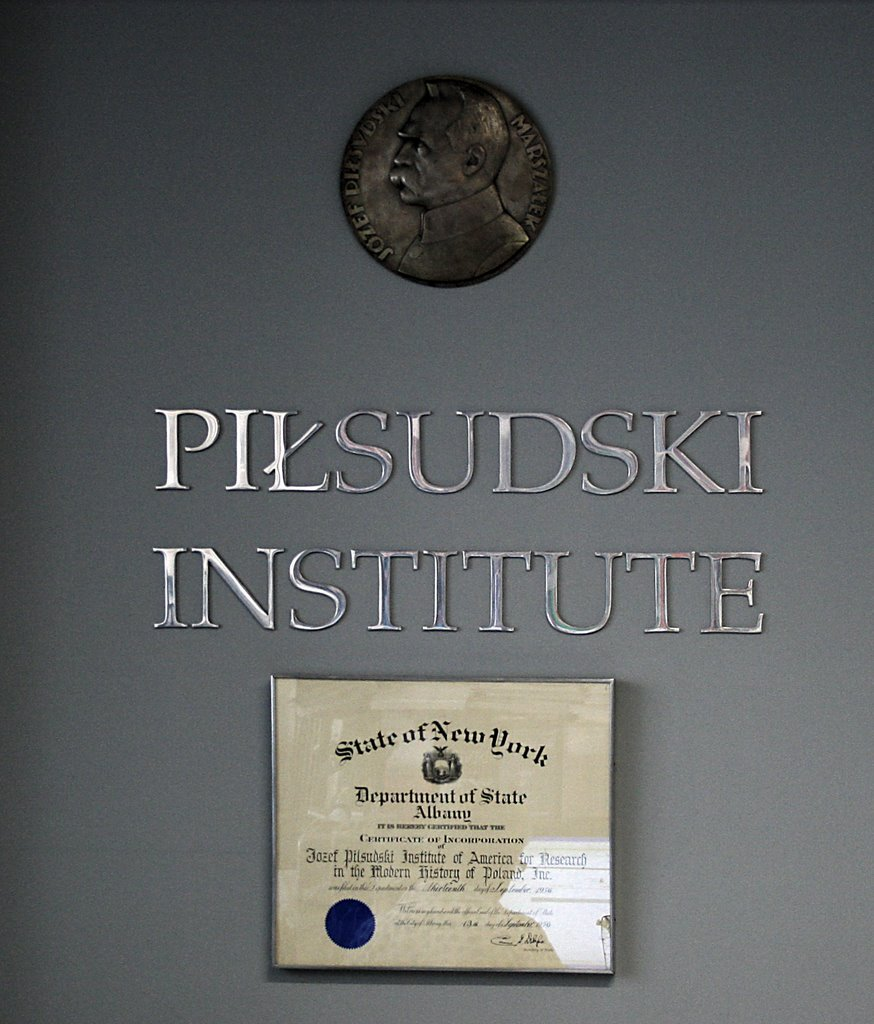
Instytut Józefa Piłsudskiego

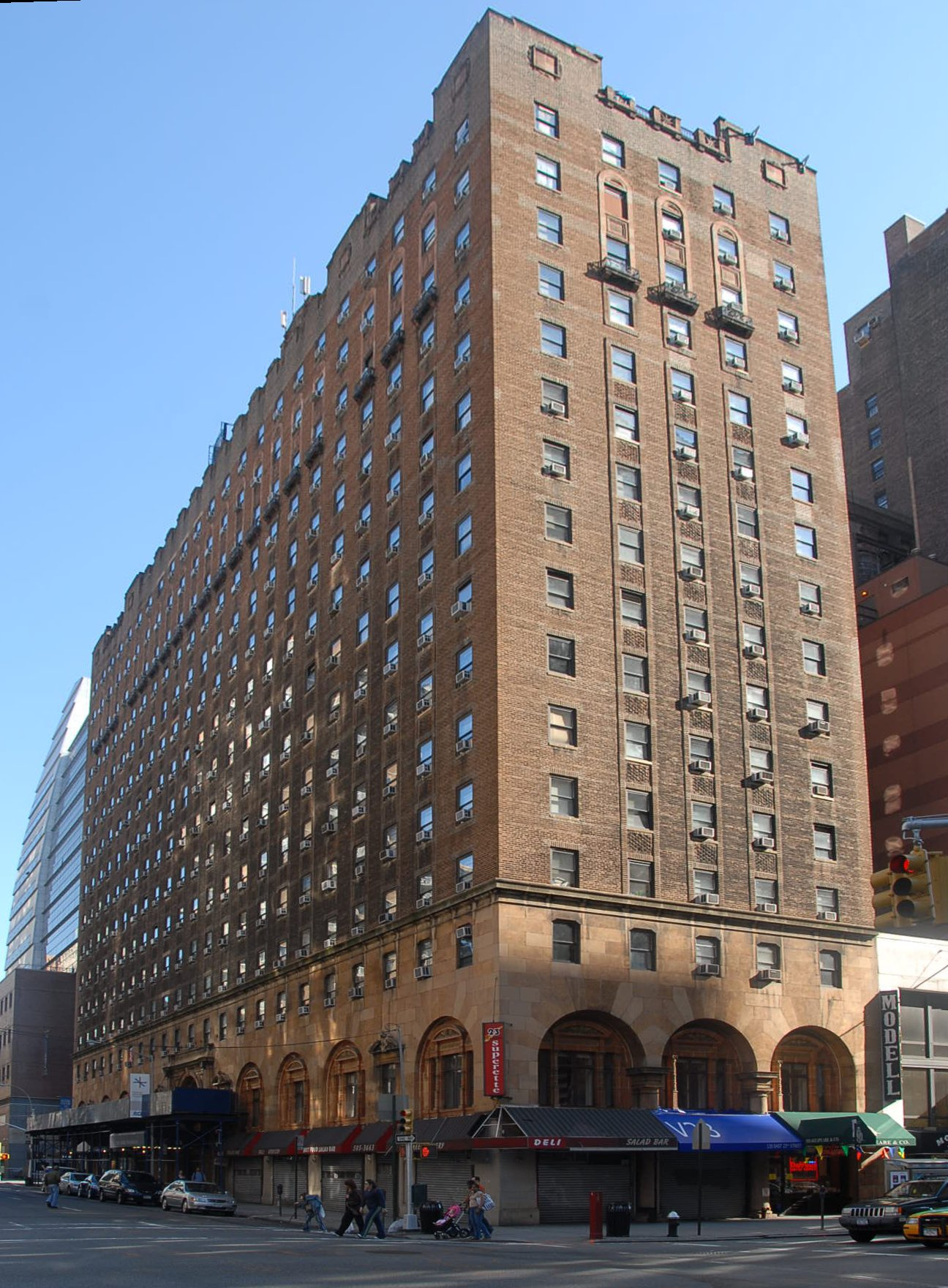
Hotel Washington w Manhattanie w którym 4 lipca 1943 podjęto decyzję o założeniu Instytutu Józefa Piłsudskiego

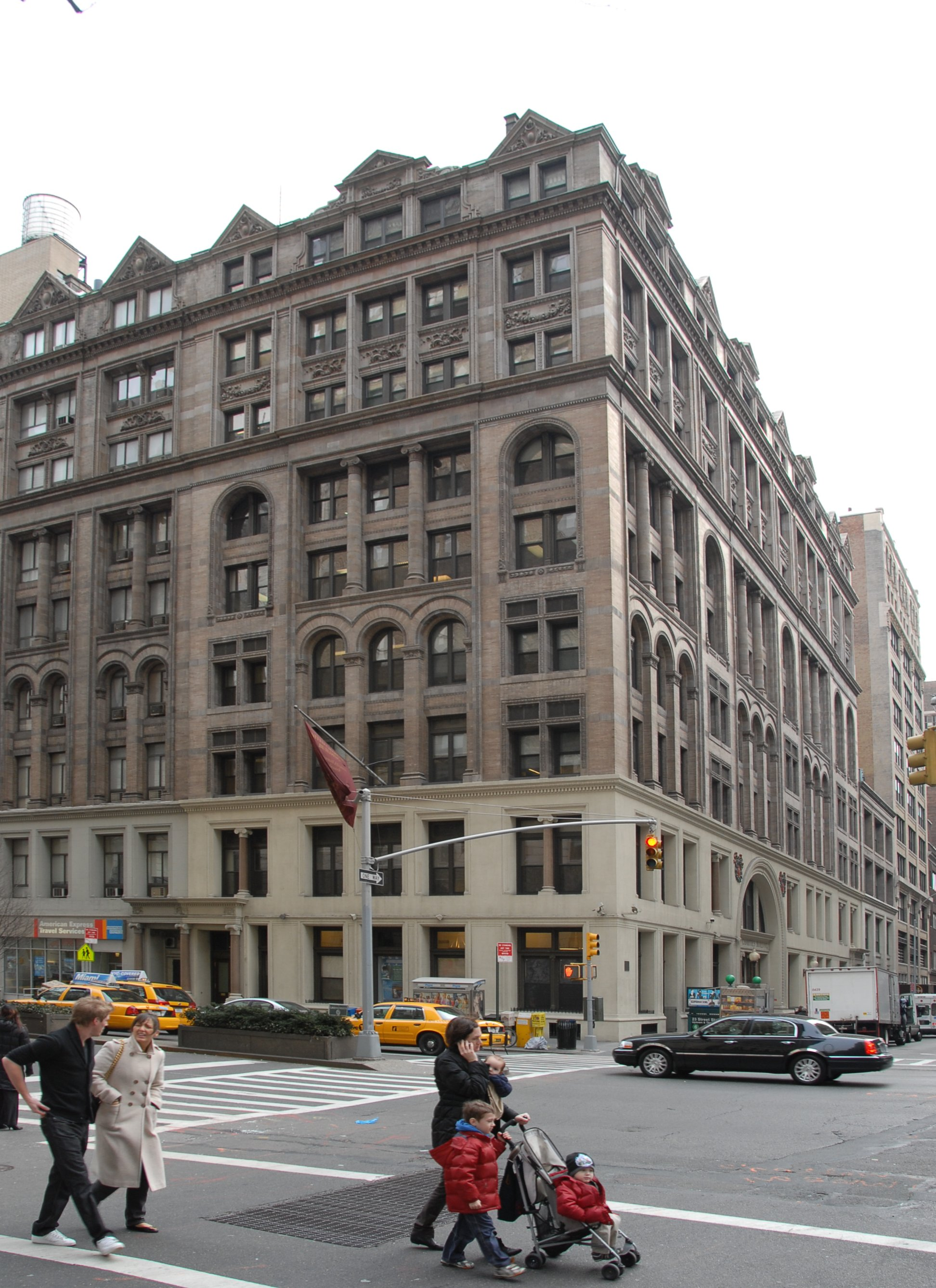
105, East 22 Street. W tym budynku Instytut mieścił się od swojego powstania przez ponad 20 lat

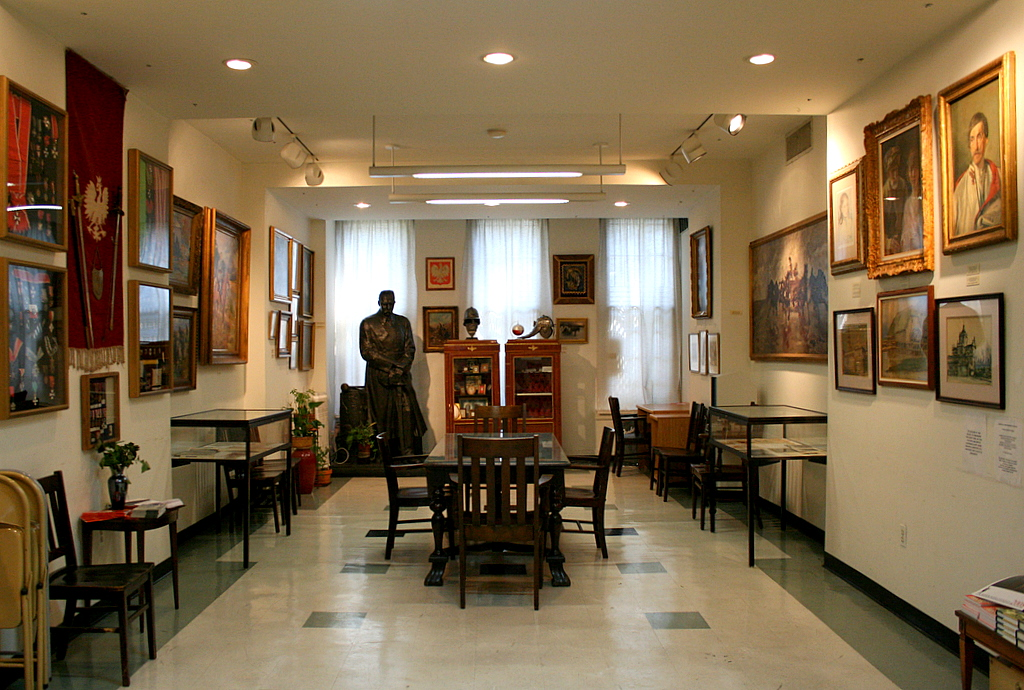
Sala wystawowa (2008 r.) służy również do spotkań, przyjmowania gości, wyświetlania filmów w kinie „Ziuk” i do pracy nad archiwaliami

Instytut Józefa Piłsudskiego w Ameryce (Józef Piłsudski Institute of America) – instytucja naukowa, archiwum, biblioteka i muzeum, założona w Nowym Jorku (USA) w 1943 z inicjatywy działaczy Komitetu Narodowego Amerykanów Polskiego Pochodzenia.

## Powstanie Instytutu
Instytut Józefa Piłsudskiego w Ameryce (pełna nazwa: Instytut Józefa Piłsudskiego w Ameryce Poświęcony Badaniu Najnowszej Historii Polski), placówka o charakterze archiwalno-naukowym powołana została do życia podczas odbywającego się w dniach 3–4 lipca 1943 w hotelu „Washington” w Nowym Jorku drugiego Walnego Zgromadzenia Komitetu Narodowego Amerykanów Polskiego Pochodzenia (KNAPP). Wyłoniono ośmioosobowy Komitet organizacyjny w skład którego wchodzili między innymi trzej wybitni współpracownicy marszałka Józefa Piłsudskiego w okresie międzywojennym: Wacław Jędrzejewicz – były minister oświaty, Henryk Floyar-Rajchman – były minister przemysłu i handlu, Ignacy Matuszewski – były minister skarbu oraz znani działacze polonijni, wśród których należy wymienić przede wszystkim, Franciszka Januszewskiego, wydawcę „Dziennika Polskiego” z Detroit, Maksymiliana Węgrzynka, wydawcy wychodzącego w Nowym Jorku dziennika „Nowy Świat”, Lucjusza Kupferwassera i W. Skubikowskiego z Chicago.
O tej chwili mówił w jednej ze swych wypowiedzi prasowych właśnie W. Jędrzejewicz, […]”Korzystając z przyjazdu szeregu wybitnych polonijnych działaczy niepodległościowych postanowiliśmy zrealizować plan od dawna nas nurtujący, powołania do życia [w dniu 4 lipca] Instytutu Józefa Piłsudskiego poświęconego badaniu najnowszej historii Polski”.
Nowo powstała placówka nawiązywała do tradycji utworzonego w 1923 w Warszawie Instytutu Badania Najnowszej Historii Polski, który w kilka miesięcy po śmierci Marszałka został w 1936 przemianowany na Instytut Józefa Piłsudskiego Poświęcony Badaniu Najnowszej Historii Polski. Założyciele nowojorskiej placówki dostrzegali już wówczas pilną potrzebę gromadzenia dokumentów dotyczących tak przełomowego okresu, jakim była II wojna światowa, polityka polska realizowana przez Rząd RP na uchodźstwie (zarówno gabinetu premiera i Naczelnego Wodza Władysława Sikorskiego, jak i jego następców: gen. Kazimierza Sosnkowskiego (Naczelnego Wodza) i premiera Stanisława Mikołajczyka).
Tragiczna śmierć gen. Władysława Sikorskiego 4 lipca 1943, dodatkowo zbiegła się z ujawnieniem przez Niemców zbrodni NKWD dokonanej w Katyniu. Zwrócenie się rządu RP do Międzynarodowego Czerwonego Krzyża z prośbą o śledztwo stało się dla Stalina pretekstem do zerwania polsko-sowieckich stosunków dyplomatycznych. W tym samym czasie polska nauka i kultura znajdowały się w stanie najwyższego zagrożenia, które nieśli ze sobą obydwaj wrześniowi agresorzy. Okupacja niemiecka po wyparciu władzy sowieckiej ze wschodnich części ziem Rzeczypospolitej obejmowała wówczas cały obszar kraju. Okupant dążył do całkowitego wyniszczenia środowisk naukowych i inteligencji, plądrował biblioteki, wywoził zbiory, zabraniał działalności kulturalnej, dydaktycznej i artystycznej. Aresztowanie i wywiezienie do obozu koncentracyjnego (Sonderaktion Krakau) profesorów i docentów Uniwersytetu Jagiellońskiego, zamknięcie wyższych uczelni i Polskiej Akademii Umiejętności oraz ośrodków badawczych nie pozostawiało wątpliwości co do kierunku polityki realizowanej przez Niemców.
Podobnie wyglądały sprawy na całym kontynencie europejskim, gdzie tylko sięgała władza III Rzeszy i jej sojuszników. Od chwili klęski Francji w 1940, i przystąpienia do wojny Włoch, stacje zagraniczne Polskiej Akademii Umiejętności w Paryżu, a później w Rzymie przestały funkcjonować. Już na drugi dzień po wejściu wojsk niemieckich do stolicy Francji w Bibliotece Polskiej na wyspie św. Ludwika zjawiło się Gestapo. Dyrektor Franciszek Pułaski zdołał wprawdzie uprzednio wywieźć na południe Francji najcenniejsze obiekty, ale Niemcy zabrali lub zniszczyli część pozostałego księgozbioru i zdewastowali budynek. W konsekwencji wyłącznie na terenie sojuszniczej Wielkiej Brytanii i Stanach Zjednoczonych istniały możliwości polskich działań naukowo-kulturalnych.
Podczas spotkania założycielskiego Instytutu postanowiono:
1. Wyłonić 8-osobowy Komitet Organizacyjny.
2. Prowadzić w czasie wojny w zastępstwie Instytutu w Warszawie wszystkie jego czynności.
3. Kontynuować po wojnie swą działalność jako ośrodek amerykański centrali warszawskiej.

Na czele Komitetu Organizacyjnego stanął Franciszek Januszewski, jego zastępcą był Ignacy Matuszewski, sekretarzem została wybrana Marta Kozłowska z New Jersey, skarbnikiem Józef Piech. Członkami Komitetu zostali: Henryk Floyar-Rajchman, Maksymilian Węgrzynek, Lucjusz Kupferwasser, W. Skubikowski, oraz Jan Z. Dodatko z Detroit. 5 lipca 1943 na pierwszym posiedzeniu Komitetu Organizacyjnego powołano na stanowisko dyrektora Instytutu Wacława Jędrzejewicza. Przyjęto także zasady statutu, który stwierdzał, że: „Głównym zadaniem Instytutu J. Piłsudskiego w Ameryce jest zbieranie, przechowywanie i badanie dokumentów dotyczących okresu najnowszej historii Polski z lat 1863 i następnych, tworzenie archiwum tekstów historycznych, wydawanie książek i publikacji naukowych z tej dziedziny, udzielanie stypendiów dla badań nad historią Polski, organizowanie odczytów i wykładów”, a także – o czym nigdy nie zapomniano – zbieranie odpowiednich materiałów w celu rekonstrukcji Instytutu w Warszawie.
Podczas drugiego posiedzenia Komitetu, które odbyło się 16 września tegoż roku przyjęto oficjalnie do wiadomości rezygnację Franciszka Januszewskiego z dalszego przewodniczenia Komitetowi i postanowiono powierzyć pełnienie tej funkcji do czasu zwołania Walnego Zgromadzenia członków i wyboru nowych władz Ignacemu Matuszewskiemu. Trzecie posiedzenie Komitetu odbyło się 16 grudnia, i wówczas to dyrektor Instytutu złożył obszerne sprawozdanie z prowadzonych właśnie prac, a sekretarz przedstawił sprawozdanie kasowe. Zgromadzeni następnie uchwalili w ostatecznym brzmieniu tekst statutu Instytutu, a także przyjęto 48 członków zwyczajnych, powołano członków wspierających, korespondencyjnych i dożywotnich.
Początki nowej placówki przy 105 East 22 Street na Manhattanie były niezwykle skromne. W kasie znajdowało się zaledwie 30 dolarów. Wacław Jędrzejewicz w miesiącach letnich objechał liczne ośrodki, w których znajdowały się większe skupiska Polaków (w tym m.in. Detroit, Chicago, Filadelfia) wygłaszając odczyty, przedstawiając cele i założenie organizującego się Instytutu, werbując członków. Akcja ta miała również na celu powiązanie niepodległościowych środowisk polskich oraz zachętę do gromadzenia i nadsyłania materiałów archiwalnych. Zaowocowała zaś zbiorem ciekawych dokumentów dotyczących wszystkich frontów II wojny światowej, działalności środowisk polskich we Francji, Wielkiej Brytanii i na Bliskim Wschodzie, oraz licznych książek.

## Koniec II wojny światowej
Postawiona sobie pierwotnie szybka rekonstrukcja po zakończeniu działań wojennych, Instytutu działającego przed wojną w Warszawie, nie mogła zostać zrealizowana z powodu postanowień jałtańskich (i sposobu ich realizacji), które przesądziły na dziesięciolecia zarówno o losach kraju, jak i narodu polskiego.
Wycofanie 5 lipca 1945 międzynarodowego uznania dla Rządu RP na uchodźstwie przez Wielką Brytanię i USA (a następnie większość krajów powstającej ONZ) i uznanie Tymczasowego Rządu Jedności Narodowej w Warszawie, a następnie zaakceptowanie przez mocarstwa wyników sfałszowanych wyborów ze stycznia 1947, zmusiło zarówno twórców Instytutu, jak i jego zarząd do prowadzenia stałej i niezależnej placówki naukowo-badawczej. Instytut miał zajmować się już nie tylko bieżącym gromadzeniem i porządkowaniem dokumentacji historycznej dla odtworzenia placówki w Polsce, ale jednocześnie popularyzowaniem niezafałszowanej wiedzy o Polsce i jej historii najnowszej.
Zadanie było naprawdę ambitne, zwłaszcza że ta garstka ludzi o zdecydowanie ideowym obliczu, znajdującym już swój wyraz w samej nazwie Instytutu, nie mogła liczyć na pomoc emigracyjnego rządu polskiego w Londynie. Tak więc od pierwszych dni działalność opierała się wyłącznie na wsparciu finansowym jakiego udzielali mu działacze polonijni, oraz na składkach członkowskich, a także na datkach niektórych członków. Od końca lat czterdziestych, kiedy zaniknęła działalność KNAPP, działania i wypowiedzi ludzi związanych z Instytutem były postrzegane jako wskazówki dla środowisk niepodległościowych. Ludzie ci tworzyli nader spójne środowisko, które wierne spuściźnie Piłsudskiego, negowało jakiekolwiek kompromisy w kwestii niepodległości Polski i jej granic. Środowisko to nie akceptowało działalności premiera Stanisława Mikołajczyka (akceptacja porozumień jałtańskich i wejście w skład TRJN), a później było konsekwentnie antykomunistyczne, odrzucając wszelkie kontakty z instytucjami PRL. Od 1943 ludzie związani z Instytutem negatywnie oceniali politykę realizowana przez wielkie mocarstwa, oskarżając je o zdradę polskich interesów. Taka opcja polityczna i ideowa wpływała na pewne odosobnienie Instytutu, zwłaszcza w latach 60 i 70, ponieważ znaczna część Polonii amerykańskiej utrzymywała w różnych formach i zakresie kontakt z instytucjami PRL, choćby by móc odwiedzać kraj, z którego pochodzili.
W początkowym okresie działalności Instytutu duże nadzieje pokładano w rozszerzeniu misji poza Stany Zjednoczone, w miejsca gdzie wylądowali różni znani politycy i wojskowi. Nawiązano kontakty z Zespołem Piłsudczyków na Środkowym Wschodzie gdzie działali m.in. Janusz Jędrzejewicz, Wiktor T. Drymmer i Tadeusz Schaetzel. Współpracę kontynuowano, gdy grupa ta przeniosła się do Libanu. Przyczółek Instytutu udało się zorganizować na terenie Turcji, gdzie znalazł się Michał Sokolnicki i kilku innych polityków. Powstała w Ankarze sekcja Instytutu funkcjonowała dzięki osobistemu zaangażowaniu M. Sokolnickiego. W São Paulo powstało Towarzystwo im. Józefa Piłsudskiego, działające do dziś, którego członkami byli m.in. Czesław Świrski i Karol Przetakiewicz. Wysiłki te nie dały jednak trwałych rezultatów przede wszystkim dlatego, że następowała ciągła migracja wojskowych i polityków do Londynu. Generał Władysław Bortnowski po wizycie w Kanadzie i w Stanach Zjednoczonych w 1946 przygotował podwaliny pod Instytut Londyński, założony 15 marca 1947, z udziałem Janusza Głuchowskiego, Ludwika Piskora, Wacława Stachiewicza, Stefana Dąba-Biernackiego, Jana Piłsudskiego, Juliusza Łukasiewicza, Edwarda Kleszczyńskiego i innych. Początkowo placówka ta była traktowana jako filia nowojorskiego Instytutu, później jednak rozwinęła zupełnie niezależną działalność.
Od pierwszych lat swego istnienia borykał się Instytut z wieloma problemami, w szczególności finansowymi, starając utrzymać przy życiu i jednocześnie kontynuować swe statutowe założenia. Jeśli przetrwał on ten trudny czas, to była to jedynie zasługa założycieli i kierownictwa Instytutu, którzy bezinteresownie ofiarowali swój czas i prace od chwili jego powstania. Należy tu wspomnieć chociaż niektórych założycieli, prezesów, dyrektorów, działaczy: Franciszka Januszewskiego, Ignacego Matuszewskiego, Maksymiliana Węgrzynka, Wacława Jędrzejewicza, Mariana Chodackiego, Adama Koca, Jana Kowalskiego, Stefana Łodzieskiego, generała Wincentego Kowalskiego, Damiana Wandycza, generała Władysława Bortnowskiego, Henryka Floyar-Rajchmana, a w latach późniejszych Aleksandra Mełeń-Korczyńskiego, Michała Budnego, Haliny Janiszewskiej, Andrzeja Zatemby, Tadeusza Pawłowicza, Danuty i Andrzeja Cisek, Stanisława Jordanowskiego, Zaremy Bau, Magdaleny Kapuścińskiej, Andrzeja Becka, Czesława Karkowskiego, Jerzego Prusa, Janusza Ciska, Jacka Gałązki. Dzięki ich pracy i zaangażowaniu, a niejednokrotnie i osobistemu wsparciu finansowemu, a także organizowaniu akcji przynoszących skromne dochody zawdzięcza Instytut swe przetrwanie. Jego działalność zaowocowała już we wczesnym okresie wydaniem lub poparciem wydania liczących się pozycji książkowych oraz rozpoczęciem katalogowania rosnących w szybkim tempie zbiorów.
Wielkie i jedyne w swoim rodzaju zbiory archiwalno-biblioteczne Instytutu, materiały źródłowe nieosiągalne w kraju ani w innych zbiorach za granicą przyciągały i nadal przyciągają licznych gości, którzy mogli korzystać ze zgromadzonych tu dokumentów. Wśród szerokiej rzeszy naukowców poszukujących dokumentów w Instytucie, a także korzystających z rad i wskazówek jego kierownictwa byli m.in. Amerykanie, Anglicy, Białorusini, Ukraińcy, Duńczycy, Niemcy, Japończycy, Litwini.
Członkowie Instytutu już w latach czterdziestych nawiązali stały kontakt z ludźmi, którzy byli bliscy środowisku niepodległościowemu, np. z prof. Henrykiem Wereszyckim. Podejmowano też wówczas starania, aby umożliwić wyjazd z Polski byłemu premierowi Kazimierzowi Świtalskiemu i płk Wacławowi Lipińskiemu. Do kraju wysyłano wydawnictwa i materiały Instytutu. Jednym z odbiorców był wówczas prof. Stanisław Płoski. Kontakty te zostały zerwane pod koniec lat czterdziestych. Wznowiono je dopiero po „odwilży” w październiku 1956, gdy z Polski można było ponownie swobodniej wyjechać na Zachód. Zaczęli wówczas do Instytutu napływać stypendyści polscy różnych fundacji amerykańskich, a także Fundacji Kościuszkowskiej. Starano się „wyławiać” naukowców myślących samodzielnie, gotowych przedstawić w kraju dzieje II Rzeczypospolitej bez otoczki ideologicznej. Jednakże możliwości naprawdę szerokiego oddziaływania na kraj pojawiły się dopiero w latach 70. i 80., kiedy Instytut stworzył własny program stypendialny, dzięki któremu starano się promować młodych ludzi o niedużym jeszcze dorobku naukowym, należących do różnych, ale niekomunistycznych ugrupowań politycznych.

## Działalność wydawnicza i popularyzatorska
Jednocześnie Instytut starał się publikować wiarygodne źródła dotyczące najnowszej historii Polski. Przykładem tego rodzaju działalności były wydane po angielsku dokumenty, Poland In the British Parlament (tomy 1–3) opracowane przez Wacława Jędrzejewicza, wspomnienia byłego ambasadora RP w Paryżu Juliusza Łukasiewicza i byłego ambasadora RP w Berlinie Józefa Lipskiego. Należy tu także przypomnieć dorobek naukowy związanych z Instytutem, a publikujących po angielsku profesorów: Mariana K. Dziewanowskiego, Janusza K. Zawodnego, Stanisława Blejwasa, Piotra Wandycza, Anny Cienciały i Tytusa Komarnickiego. Jednocześnie w Londynie i w Nowym Jorku kontynuowano wydawanie czasopisma Niepodległość, którego edycję zapoczątkował w Warszawie w latach 30. XX w. Instytut Badania Najnowszej Historii Polski. Powszechnie znane są wydane przez nakładem Instytutu Józefa Piłsudskiego w Ameryce książki:
- Wacława Jędrzejewicza: Kronika życia Józefa Piłsudskiego,
- Wacława Jędrzejewicza i Janusza Ciska: Kalendarium życia Józefa Piłsudskiego,
- Józefa Herzoga: Krzyż Niepodległości wspomnienia ze służby w Legionach, * Juliusza Tarnowskiego: Wspomnienia.

Materiały zebrane w Instytucie były też często wykorzystywane przy tworzeniu książek, wystaw i filmów, jak np. „Bitter Glory” Richarda Watta, „Serce Europy. Krótka Historia Polski” Normana Daviesa, „The Exile Mission: The Polish Political Diaspora and Polish American, 1939” Anny Jaroszyńskiej-Kirchman, internetowej wersji wystawy „Fight and Rescue” U.S. Holocaust Memorial Museum czy filmu „The World Was Ours: The Jewish Legacy of Vilna”, w reżyserii Mia Van Doren.
W Instytucie prowadzona była i jest nadal bogata działalność wystawiennicza i odczytowa. Gośćmi byli m.in. Wojciech Ziembiński, Marian Gołębiewski, Janusz Onyszkiewicz, Anna Walentynowicz, Piotr Naimski, Włodzimierz Suleja, Andrzej Nowak, Norman Davies, Janusz K. Zawodny, Juliusz Łukasiewicz, Grażyna Jonkajtys-Luba.
Instytut współpracuje również z innymi polskimi archiwami, bibliotekami i muzeami na świecie, i od 1980 jest członkiem Stałej Konferencjji Muzeów, Archiwów i Bibliotek Polskich na Zachodzie

## Instytut po 1989 roku
Od 1989 Instytut stał się oficjalnie uznaną placówka w kraju, a o szacunku jakim się cieszy, świadczą wizyty najwyższych władz państwowych. W 1991 gościł tu podczas swej wizyty w Stanach Zjednoczonych Prezydent RP Lech Wałęsa. W 1992 odwiedził Instytut urzędujący wówczas premier Rządu RP Jan Olszewski.
Dzięki zaistniałym w kraju zmianom powstała możliwość podjęcia współpracy z działającymi tam instytucjami. Są to m.in. Biblioteka Narodowa, Zakład Narodowy im. Ossolińskich we Wrocławiu, Uniwersytet Jagielloński oraz Biblioteka Uniwersytetu Warszawskiego. Dzięki np. przeprowadzonemu w drugiej połowie lat 90. kompleksowego porządkowania zgromadzonych w Instytucie czasopism okazało się, że jest tam bardzo interesujący zbiór dubletów, który dzięki temu postanowiono przekazać do kilku placówek amerykańskich, polskich, a nawet do niemieckiego uniwersytetu w Düsseldorfie. Liczne dublety książkowe znalazły swe miejsce w wielu bibliotekach regionalnych, m.in. w Bytomiu, Słupsku, Kielcach, Rzeszowie. Za pośrednictwem wydawcy Przeglądu Wschodniego Jana Malickiego dotarły także i na Kresy, gdzie znalazły się w polskich szkołach i czytelniach.
Poza współpracą z Biblioteką Narodową w Warszawie, z której zaczęli przyjeżdżać bibliotekarze pomagający porządkować zbiory książkowe, nawiązano także z Naczelną Dyrekcją Archiwów Państwowych w Warszawie, do której w 2000 zwróciły się władze Instytutu z prośbą o pomoc w modernizacji archiwum nowojorskiego.
W odpowiedzi nadeszła oferta współpracy, zaaprobowana przez prof. Darię Nałęcz, w ramach której przez kolejne lata przysyłani są wykwalifikowani archiwiści z Polski – dzięki grantom uzyskanym z Fundacji Kościuszkowskiej.
W listopadzie 2023 uhonorowany Złotym Medalem „Zasłużony dla Nauki Polskiej Sapientia et Veritas” (2023).

## Zasoby
Instytutu Piłsudskiego posiada dzisiaj największy ze wszystkich instytucji polonijnych na terenie Stanów Zjednoczonych zbiór dokumentów dotyczących historii Polski. Większymi zbiorami może pochwalić się jedynie Instytut Hoovera w Stanford, w Kalifornii. Znalazły się tu archiwalia uratowane podczas II wojny światowej a pochodzące z Instytutu Badania Najnowszej Historii Polski w Warszawie, tzw. „Kolekcja Belwederska”, w skład której wchodzi m.in. archiwum Adiutantury Naczelnego Wodza, materiały Komisji Likwidacyjnej generała Lucjana Żeligowskiego, a także archiwum Ukraińskiej Misji Wojskowej w Polsce. W zbiorach Instytutu znalazło się także archiwum powstań śląskich wywiezione z kraju we wrześniu 1939.
Początkowo skromne archiwum rosło bardzo szybko dzięki darom i zapisom. Wciąż napływały wartościowe archiwa z placówek dyplomatycznych Rzeczypospolitej Polskiej, zbiory własne różnych osobistości, dokumenty obrazujące wysiłek organizacyjny Polaków, którzy po zakończeniu wojny znaleźli się na terenie Niemiec Zachodnich. Dokumenty pozyskane w USA stanowią najobszerniejszą (ok. 80%) część zbiorów Instytutu. Dokumentują one działalność Polonii w USA, zawierają również materiały po wielu wybitnych mężach stanu, politykach i wojskowych. Znajdują się tu materiały i dokumenty przekazane przez osoby zmarłe na emigracji, np. przez znanego historyka Władysława Pobóg-Malinowskiego, który zmarł we Francji, ale swoje archiwum zdeponował w Nowym Jorku. Są tu archiwa osobiste Józefa Lipskiego, Michała Sokolnickiego, Juliusza Łukasiewicza, generała Kazimierza Sosnkowskiego, Jana Weinsteina, Władysława Pobóg-Malinowskiego, Tadeusza Katelbacha, organizacji takich jak Polskie Centrum Informacyjne, czy Samodzielna Placówka Wywiadowcza ESTEZET. Instytut posiada także archiwalia nawet z lat wcześniejszych, II połowy XVIII i I połowy XIX w., czego przykładami są archiwa Leona Orłowskiego z lat 1777–1976 i Waleriana Płatonowa z lat 1818–1865. Obecnie Instytut posiada ok. 150 metrów bieżących archiwów (szacowane na 1 mln stron dokumentów), w zespołach opisanych na stronie internetowej Instytutu.
Oprócz archiwum, Instytut Piłsudskiego posiada również bibliotekę naukową z 23 tys. tomów. Początkowo książki napływały z Polskiego Centrum Informacyjnego oraz Ministerstwa Informacji i Dokumentacji w Londynie, z polskiego wydawnictwa Rój i Płomyk, paryskiego Instytutu Literackiego, Gryfa i Polskiej Fundacji Kulturalnej. W 1949 biblioteka Instytutu liczyła już 2.500 książek. Z czasem zasoby powiększały się o darowizny indywidualne i instytucjonalne; zbiory biblioteczne przekazali Instytutowi Ignacy Matuszewski, Lucjusz Kupferwasser, Wacław Jędrzejewicz, gen. Tadeusz Kasprzycki, gen. Kazimierz Sosnkowski, Józef Lipski, Michał Sokolnicki, Tadeusz Katelbach, Edward Kleszczyński i Władysław Pobóg-Malinowski.
Instytut posiada również zbiory audiowizualne, m.in. zbiór nagrań osób które ocalały z sowieckich łagrów i nagrania wywiadów z osobami odgrywającymi istotną rolę w życiu politycznym, np. ze Stefanem Korbońskim czy Jerzym – „Jurem” Lerskim. Dział prasy zawiera ponad 3 tysiące tytułów, od jerozolimskiej „Na Straży” i bejruckiej „Polak w Libanie” po bardzo obszerną kolekcję prasy solidarnościowej. Liczny jest zbiór filatelistyczny i kart pocztowych, od znaczków z 1818 po 700 pocztówek w dziale „Legiony i ich twórca”. Zbiór medali, medalionów i plakiet zawiera wiele ciekawych pozycji jak medal upamiętniający bitwę pod Somosierrą w 1808, czy 20 różnych medali dotyczących osoby Józefa Piłsudskiego. Na szczególną wzmiankę zasługuje zbiór map i kolekcja fotografii licząca ponad 20 tys. pozycji, która wymaga jeszcze opracowania.
Spory zbiór obrazów – olejnych, akwarel i rycin jest przechowywany i wystawiany w Instytucie Piłsudskiego. Zawiera on ponad 240 pozycji, takich artystów jak m.in. Jan Matejko, Juliusz Kossak, Józef Brandt, Wojciech Gerson, Leon Wyczółkowski, Aleksander Gierymski, Julian Fałat, Jacek Malczewski i Stanisław Wyspiański.

## Prezesi Instytutu
- 1943–1944 Franciszek Januszewski
- 1944 – 1951 Stefan Łodzieski
- 1951–1953 Franciszek Januszewski
- 1954–1955 Ignacy Nurkiewicz
- 1955–1961 Henryk Korab-Janiewicz
- 1961–1962 Władysław Bortnowski
- 1962–1965 Henryk Korab-Janiewicz
- 1965–1966 Ignacy Nurkiewicz
- 1966–1969 Henryk Korab-Janiewicz
- 1969–1972 Wiesław Domaniewski
- 1972–1977 Jan Fryling
- 1977–1978 Wacław Jędrzejewicz
- 1978–1983 Tadeusz Pawłowicz
- 1983–1993 Stanisław Jordanowski
- 1993–1999 Andrzej Beck
- 1999–2008 Jacek M. Gałązka
- 2008–2016 Magdalena Kapuścińska
- od 2016 Iwona Drąg Korga

## Dyrektorzy Wykonawczy Instytutu
- 1943–1948 Wacław Jędrzejewicz
- 1949–1951 Marian Chodacki
- 1951–1956 Damian Stanisław Wandycz
- 1956–1963 Wincenty Kowalski
- 1963–1964 Wacław Jędrzejewicz
- 1964–1972 Jan Fryling
- 1973–1983 Michał Budny (dyplomata)
- 1984–1985 Stanisław Jordanowski
- 1986–1988 Czesław Karkowski
- 1989–1991 Jerzy Prus
- 1992–2000 Janusz Cisek
- od 2005 Iwona Drąg Korga